# CSU/DSU
Una CSU/DSU (Channel Service Unit/Data Service Unit) es un dispositivo de interfaz digital usado para conectar un equipo terminal de datos (ETD o DTE), tales como un router a un circuito digital, tales como una línea Digital Signal 1 (T1). El CSU/DSU implementa dos diferentes funciones. La unidad de servicio de canal (CSU) es responsable para la conexión a la red de telecomunicaciones, mientras que la unidad de servicio de datos (DSU) es responsable de gestionar la interfaz con el DTE o ETD.
Los módem DSL y el cable son CSU/DSU porque convierte de un tipo de señal digital a otra. Una CSU/DSU es equivalente a un módem para una red de área local, pero más complejo y costoso.

## Interfaz WAN
La Tarjeta de Interfaz WAN (WIC) puede contener un CSU/DSU integrado, que puede ser insertado en un slot del router. Un ejemplo de una WIC es el puerto 1 56/64-kbit/s DSU/CSU WIC (WIC-1DSU-56K4) de Cisco Systems.